# Stanisław Łańcucki
Stanisław Łańcucki (ur. 6 listopada 1882 w Grochowcach, zm. 20 września 1937 w Moskwie) – polski polityk socjalistyczny (PPSD) i komunistyczny (KPRP/KPP), poseł na Sejm Ustawodawczy oraz Sejm I kadencji w II Rzeczypospolitej.

## Życiorys
Urodził się w rodzinie robotniczej (ojciec był murarzem), skończył szkołę ludową w Sieniawie, pracował na budowie w Czortkowie. Kształcił się na kursach czeladniczych na ślusarza. Od 1897 pracował w zakładach kolejowych w Przemyślu, później w fabryce wagonów w Sanoku, Witkowicach i Krakowie. Członek Zarządu Związku Zawodowego Kolejarzy w Przemyślu i Związku Metalowców w Sanoku. W 1901 współorganizował pierwszy w historii sanockiego zakładu strajk. Uczestniczył także w strajku robotniczym w 1905 w fabryce.
Od 1900 związany z Polską Partią Socjalno-Demokratyczną Galicji i Śląska Cieszyńskiego, podczas pobytu w Paryżu w 1912 nawiązał kontakt z redakcją anarchistyczno-komunistycznego tygodnika Les Temps Nouveau i tygodnika l'Anarchie.
W czasie I wojny światowej znalazł się znów w Galicji. Ewakuowany na Morawy, potem do Pragi, Wiednia, Louny, a w 1915 do Jarosławia.
W 1918 współtworzył Polską Organizację Wojskową w Jarosławiu, protestował przeciwko oderwaniu Chełmszczyzny od Polski w traktacie brzeskim. W sierpniu 1918 Austriacy wykryli jego działalność w POW, zagrożony karą śmierci zmuszony był zbiec do Kijowa. W listopadzie 1918 powrócił do Przemyśla. Został wybrany z listy PPSD do Rady Miejskiej w Jarosławiu.
W wyborach w styczniu 1919 został wybrany z listy PPSD do Sejmu Ustawodawczego z okręgu Jarosław i został członkiem klubu Związku Polskich Posłów Socjalistycznych grupującego posłów PPS i PPSD. 11 maja 1921 opuścił klub, motywując to ugodową polityką partii, i wraz z Tomaszem Dąbalem, który opuścił klub Chłopskiego Stronnictwa Radykalnego utworzył Frakcję Sejmową Posłów Komunistycznych.
W 1922 został posłem z listy komunistycznej Związku Proletariatu Miast i Wsi (okręg Będzin). 18 grudnia 1924 Sejm wyraził zgodę na uchylenie jego immunitetu. Tej samej nocy został aresztowany i osadzony w areszcie na Mokotowie, a następnie przewieziony do Przemyśla. 25 marca 1925 został uniewinniony przez ławę przysięgłych. Jednak w związku ze śledztwem o działalność antypaństwową był nadal więziony. Wyrokiem Sądu Okręgowego w Łodzi 10 września 1925 został skazany na 3 lata ciężkiego więzienia, a dodatkowo wyrokiem Sądu Okręgowego w Warszawie 15 września 1925 skazano go dodatkowo na 3 lata ciężkiego więzienia; Sąd Apelacyjny w Warszawie w grudniu 1925 zatwierdził oba wyroki, lecz następnie w sierpniu 1926 zmniejszył karę do 4 lat ciężkiego więzienia bez zaliczenia rocznego aresztu śledczego. Na mocy amnestii w czerwcu 1928 ponownie zmniejszono wyrok do 2 lat i 8 miesięcy.
Złożył mandat 25 lutego 1926. Jego miejsce w Sejmie zajął kolejny na liście wyborczej komunistyczny kandydat: Jerzy Czeszejko-Sochacki.
Wyszedł na wolność w sierpniu 1928. Początkowo przebywał na leczeniu w Przemyślu, zaś w lipcu 1929 zbiegł do ZSRR. Za swą działalność rewolucyjną otrzymał tam rentę specjalną. W ZSRR członek Stowarzyszenia byłych Katorżników i Zesłańców Politycznych, WKP(b) i Międzynarodowej Organizacji Pomocy Rewolucjonistom. W 1931 w Moskwie opublikował Moje wspomnienia (w języku rosyjskim i polskim). W 1927 odznaczony został Orderem Czerwonego Sztandaru.
W czasie wielkiej czystki aresztowany przez NKWD 14 czerwca 1937. 20 września 1937 skazany na śmierć przez Kolegium Wojskowe Sądu Najwyższego ZSRR za "udział w polskiej nacjonalistycznej organizacji terrorystycznej". Rozstrzelany tego samego dnia. Skremowany na Cmentarzu Dońskim i tam też anonimowo pochowany. Zrehabilitowany przez Kolegium Wojskowe SN ZSRR 29 kwietnia 1955.
W latach 1966–1991 Stanisław Łańcucki był ustanowionym przez władze patronem Szkoły Podstawowej nr 2 w Sanoku a w latach 1986-2016 był patronem Szkoły Podstawowej w Grochowcach.

Był też patronem 11 pułku kolejowego.